# 崩溝寮
23°46′16″N 120°20′55″E / 23.77111°N 120.34861°E
崩溝寮，原寫為崩溝藔，今稱枋南，是台灣雲林縣崙背鄉的一個傳統地域名稱，位於該鄉東部。相較於今日行政區，其範圍大致包括枋南村和水尾村東南。

## 歷史
台灣清治末期至日治初期，崩溝寮地區為一街庄，稱為「崩溝藔庄」，隸屬於布嶼堡。該庄西邊中、北段及北邊西段與舊庄為鄰，北邊中段與大庄為鄰，北邊東段及東北邊與蕃社庄為鄰，東邊為八角亭庄，南邊為崙背庄，西邊南段為五塊厝庄。

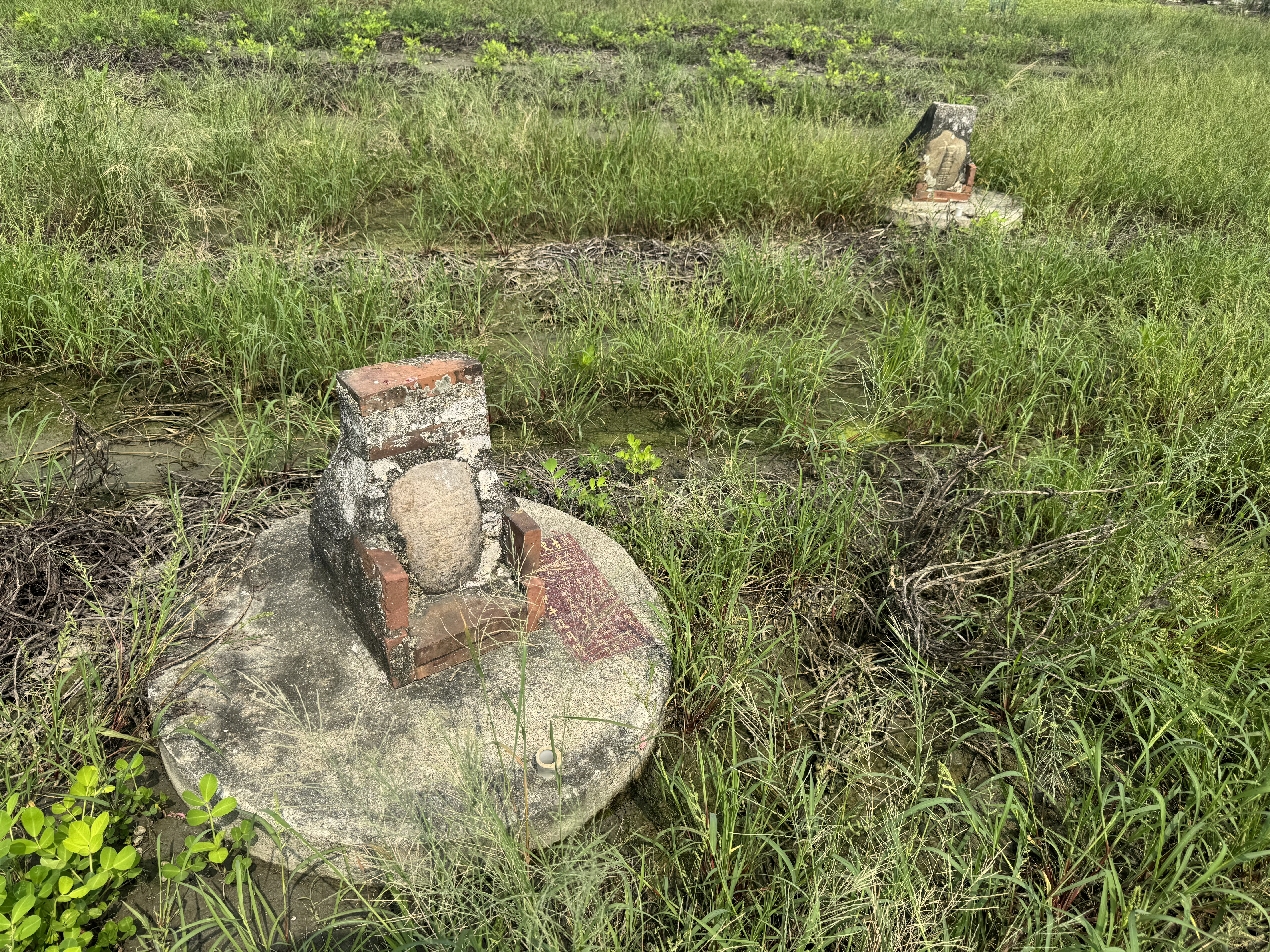
七石雷

1901年（日治明治三十四年）11月，全台廢縣廳改設二十廳，該庄隸屬於斗六廳。1903年（明治三十六年）6月，該庄編入「崙背區」，隸屬於斗六廳。1909年（明治四十二年）10月，合併二十廳為十二廳，崙背區改隸屬於嘉義廳。1920年（大正九年），全台地方制度大改正，廢十二廳改設五州二廳，該庄改制並雅化為「崩溝寮」大字，隸屬於臺南州虎尾郡崙背庄。
戰後崙背庄改制為崙背鄉，隸屬於臺南縣，大字亦改制為村。1946年8月25日，崙背、麥寮分治，本地區仍隸屬於崙背鄉。1950年10月，雲、嘉、南分治，崙背鄉改隸屬於雲林縣。

## 聚落
本地區發展較早的聚落有崩溝藔（今稱枋南）、下新街仔（今稱下街）、水尾、頂新街仔（今稱頂街）、新庄等，在日治期初期的官方地圖上已有記載。
今崩溝寮在門牌內寫為枋南。

## 交通
省道台19線（大同路）又稱「中央公路」，是彰化至台南永康的幹道，大致以東北微北—西南微南走向經過崩溝寮地區東部北側凸出部分的東側邊界。由該道路向東北微北於二崙北部轉東北再轉北微東過濁水溪自強大橋後可前往竹塘、埤頭、溪湖等地，向西南微南轉東南微南繞大彎轉西南繞過崙背市區東郊可前往土庫西北端、褒忠、元長等地。
縣道154號（頂街）是麥寮六輕廠至林內的道路，也是雲林縣最北側的橫貫縣道，大致西微北—東微南走向經過本地區北部。由該道路向西微北轉西北西可前往麥寮的六輕廠；向東微南轉東北至省道台19線路口與其共線一段路後轉東北微東獨行可前往二崙中北部、西螺、莿桐中北部、林內等地。
縣道154甲線（正義路）是西螺鎮埔心至崙背的道路，其西南側端點（起點）位於本地區南部邊界外不遠處崙背聚落中央偏東北的縣道156號轉角路口。由此向東微北轉東出境可前往羅厝、惠來厝中南部、二崙、社口與永定厝交界地帶、社口、埔心南郊並止於縣道154號大彎道路口。
縣道156號（中山路）是麥寮鄉至莿桐鄉饒平的道路，也是雲林縣主要的橫貫道路之一，大致以西北微西—東南微東走向轉西北—東南走向再轉西北西—東南東走向再轉西南西—東北東走向再轉西北西—東南東走向經過本地區南部邊界不遠處的崙背市區，並經過縣道154甲線起點路口。由該道路向西北微西轉西可前往麥寮並止於省道台17線路口；向東南東可前往二崙南部、西螺南部、莿桐並止於縣道154號路口。
鄉道雲15線是洲仔至崙背的道路，大致以北北東—南南西走向由本地區北部邊界西側入境後，至下新街仔聚落經縣道154號路口後轉南微西，至崩溝寮聚落轉東北東再轉東，經鄉道雲17線路口後出聚落再轉東南東，至本地區東部邊界南側經鄉道雲18線起點路口轉南南西沿邊界而行以至於本地區東南角出境。由該道路向北北東可前往大庄與舊庄交界地帶、舊庄東北部的洲仔聚落並止於鎮安宮前叉路口；向南南西可前往崙背市區並止於鄉道雲17線路口。
鄉道雲17線（民族路）是頂街（頂新街仔）至崙背的道路，其北側端點（起點）位於本地區中部偏北頂新街仔聚落南側的縣道154號路口。由此向南微西行，至崩溝寮聚落東側轉南微東，經鄉道雲15線路口後轉南南西，出聚落後於本地區南部邊界出境，可前往崙背市區並止於縣道156號路口。
鄉道雲18線（隆興路）是湳底寮至下湳的道路，其西側端點（起點）位於本地區東部邊界南側的鄉道雲15線轉角路口（八角亭地區湳底寮聚落西南側）。由此向東轉北北東再轉東微南經省道台19線路口後可前往八角亭、惠來厝、二崙、下湳並止於該地區東部近邊界地帶的縣道145號路口。

## 學校
- 陽明國小

## 宗教
崩溝寮屬於詔安客家人的村庄。居民大多姓鍾，每年都會舉辦特殊的「著年（台語）」活動，由崙背鄉崩溝寮、下街仔、頂街仔、新庄及二崙鄉南底寮、頂番社、下番社八個姓鍾的詔安客家人村庄，以12年為單位輪值向西螺媽祖進香（有些村莊6年即輪值一次，有些村莊則12年才輪值一次）。
另外，水尾村內基督徒甚多。也有一個水尾教會，崙背鄉的教會天主堂十分大，許多信徒來自水尾地區。